# Otto Dix (banda)
Otto Dix es un dúo ruso de darkwave, llamado así por el pintor expresionista del mismo nombre. Están actualmente inscritos en Danse Macabre Records, una discográfica fundada y que pertenece a Das Ich.

## Discografía

### Álbumes
- Эго (2005) (Registrado como Отто Дикс, su anterior nombre)
- Город (2006)
- Атомная Зима (2007)
- Эго (Переиздание) (2007) (Reedición)
- Атомная Зима + Remixes (2008)
- Зона Теней (2009)
- Чудные Дни (2010)
- Эго (Переиздание) (2011) (Reedición)
- Утопия (single) (2012)
- Mortem (2012)
- Anima (2014)
- Animus (2015)
- Leviathan (2017)
- Leviathan (Instrumental) (2017)
- Études and Improvisations (2018)
- XV (2019)
- Vantablack (2023)

### DVD
- Усталость Металла (2008)